# Brocchinia tatei
Brocchinia tatei är en gräsväxtart som beskrevs av Lyman Bradford Smith. Brocchinia tatei ingår i släktet Brocchinia och familjen Bromeliaceae. Inga underarter finns listade i Catalogue of Life.

## Bildgalleri

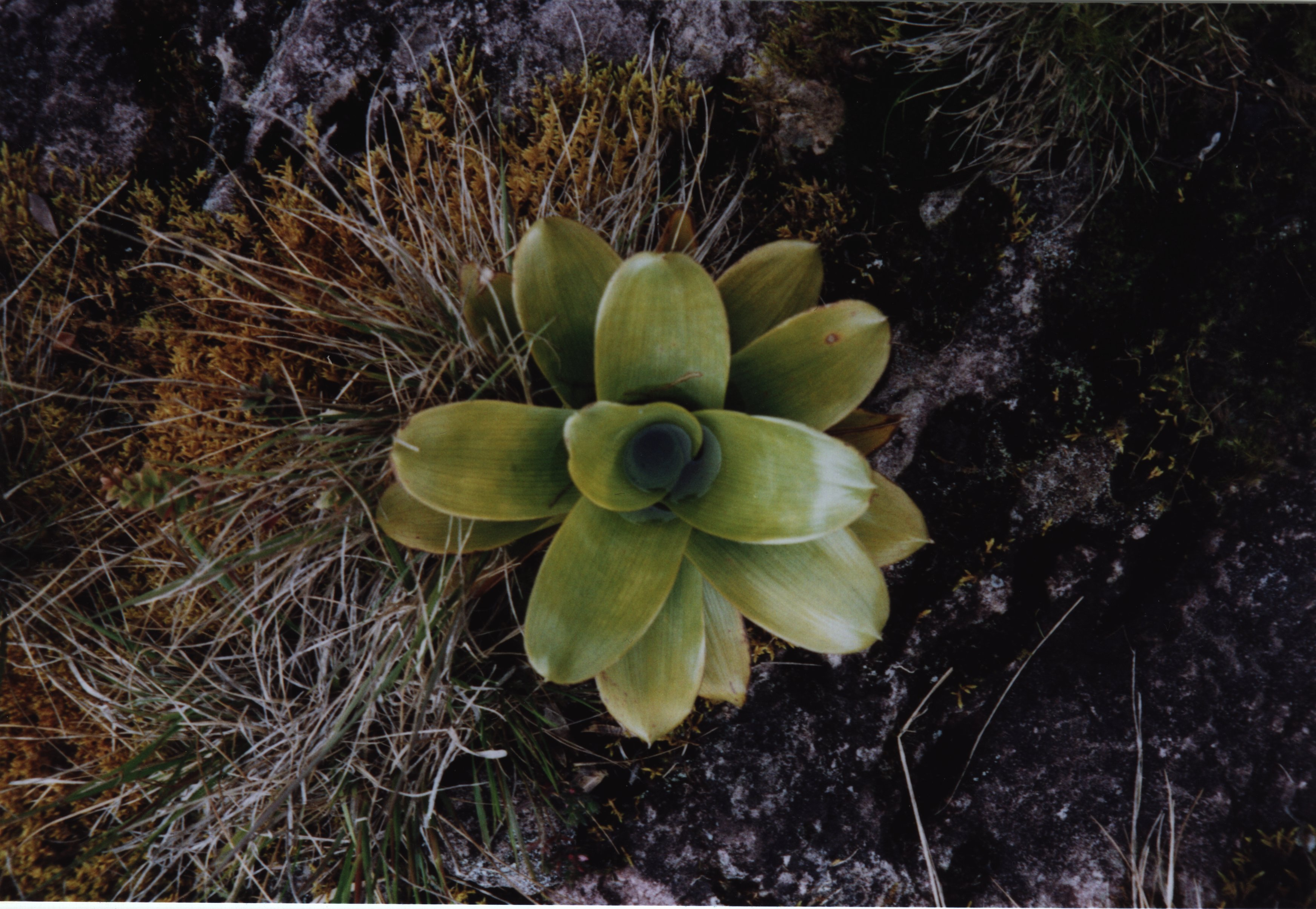